# São Raimundo das Mangabeiras
São Raimundo das Mangabeiras là một đô thị thuộc bang Maranhão, Brasil. Đô thị này có diện tích 3521,74 km², dân số năm 2007 là 15906 người, mật độ 4,52 người/km².